# Mamta Wahab
Mamta Wahab é uma política do Partido Jatiya (Ershad) e ex-membro do Parlamento por Mymensingh-4. Ela é a irmã mais velha de Rowshan Ershad e foi presa a 14 de dezembro de 1991.

## Carreira
Wahab foi eleita para o parlamento por Mymensingh-4 como candidata do Partido Jatiya em 1988. Ela serviu como vice-ministra da Saúde. É irmã da política Rowshan Ershad, e o seu cunhado, Hussain Mohammad Ershad, foi presidente de Bangladesh.